# Catedral de San Isidro Labrador (San Isidro)

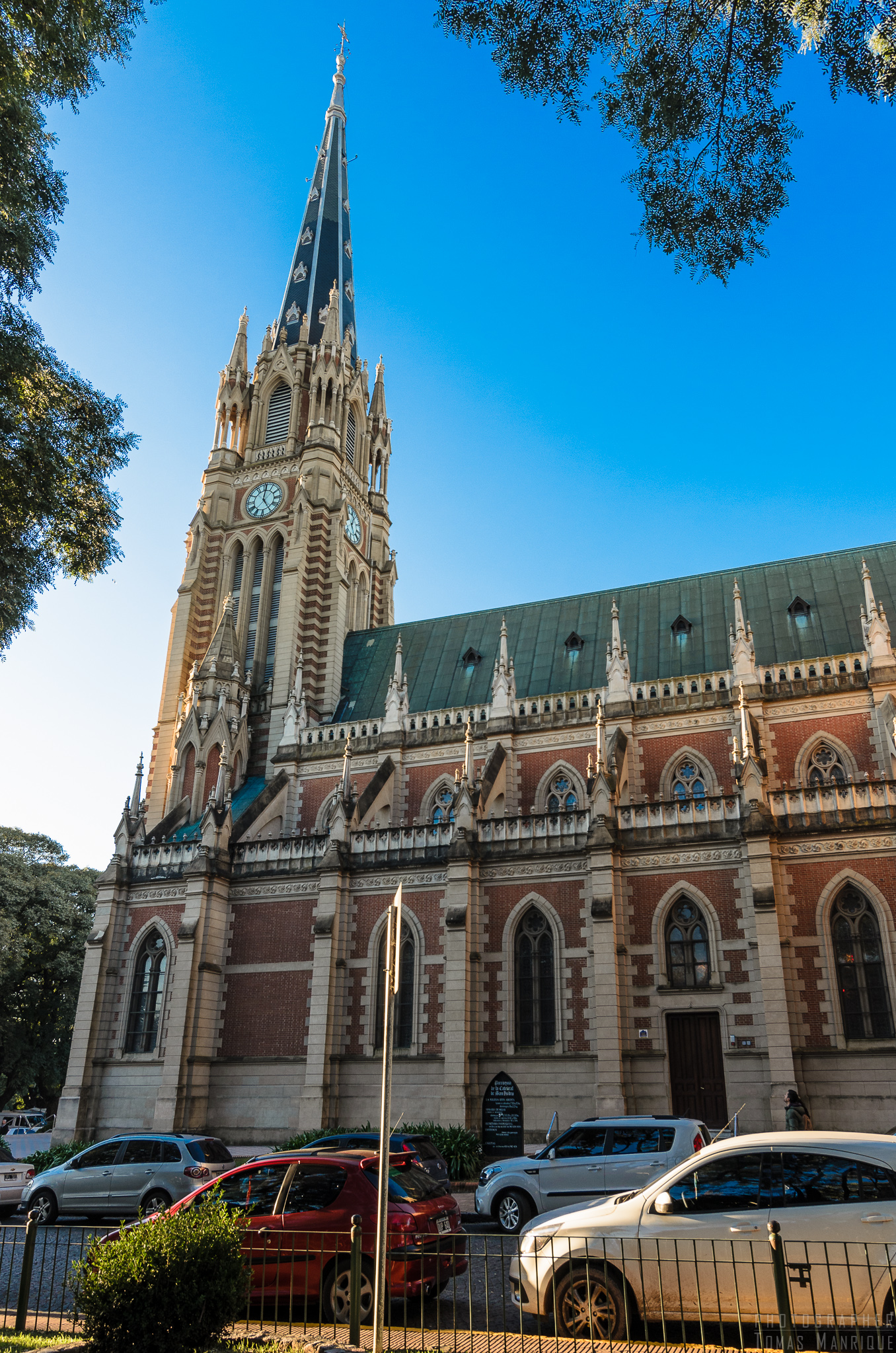
Vista lateral de la catedral.

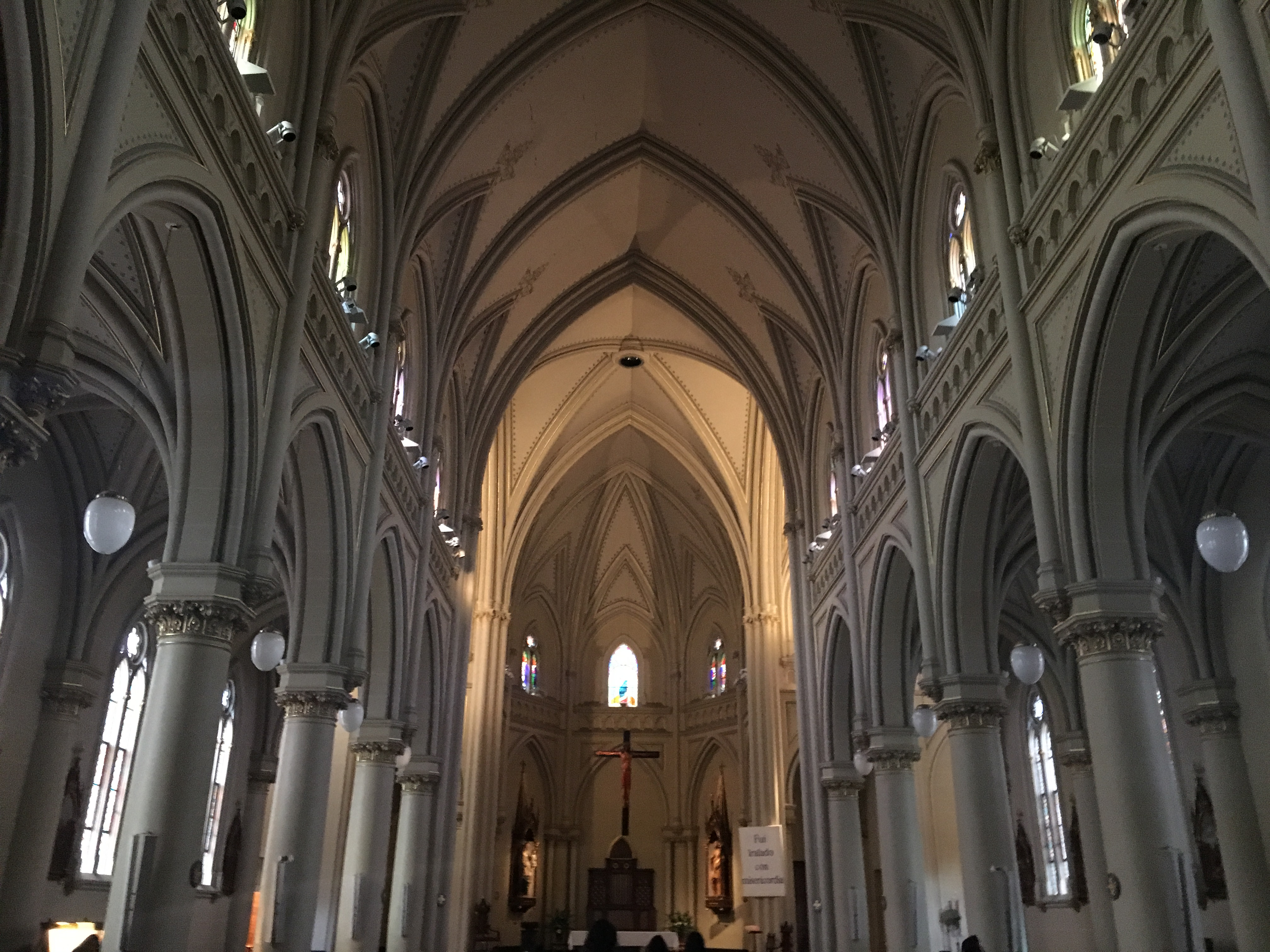
Encuentro de arcos y columnas de estilo neogóticos que plantean el recorrido lineal en la nave principal hacia el altar de la catedral, del cual desprenden sus dos naves laterales.

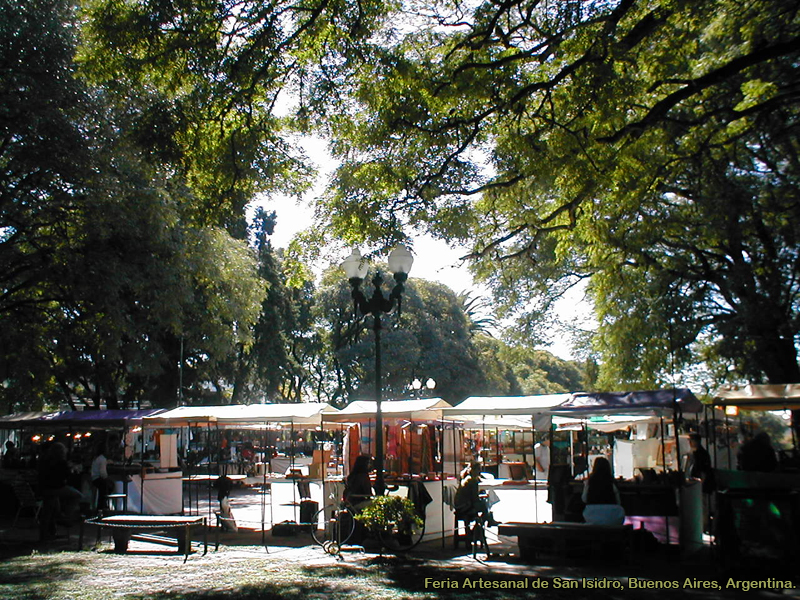
Feria Artesanal de San Isidro.

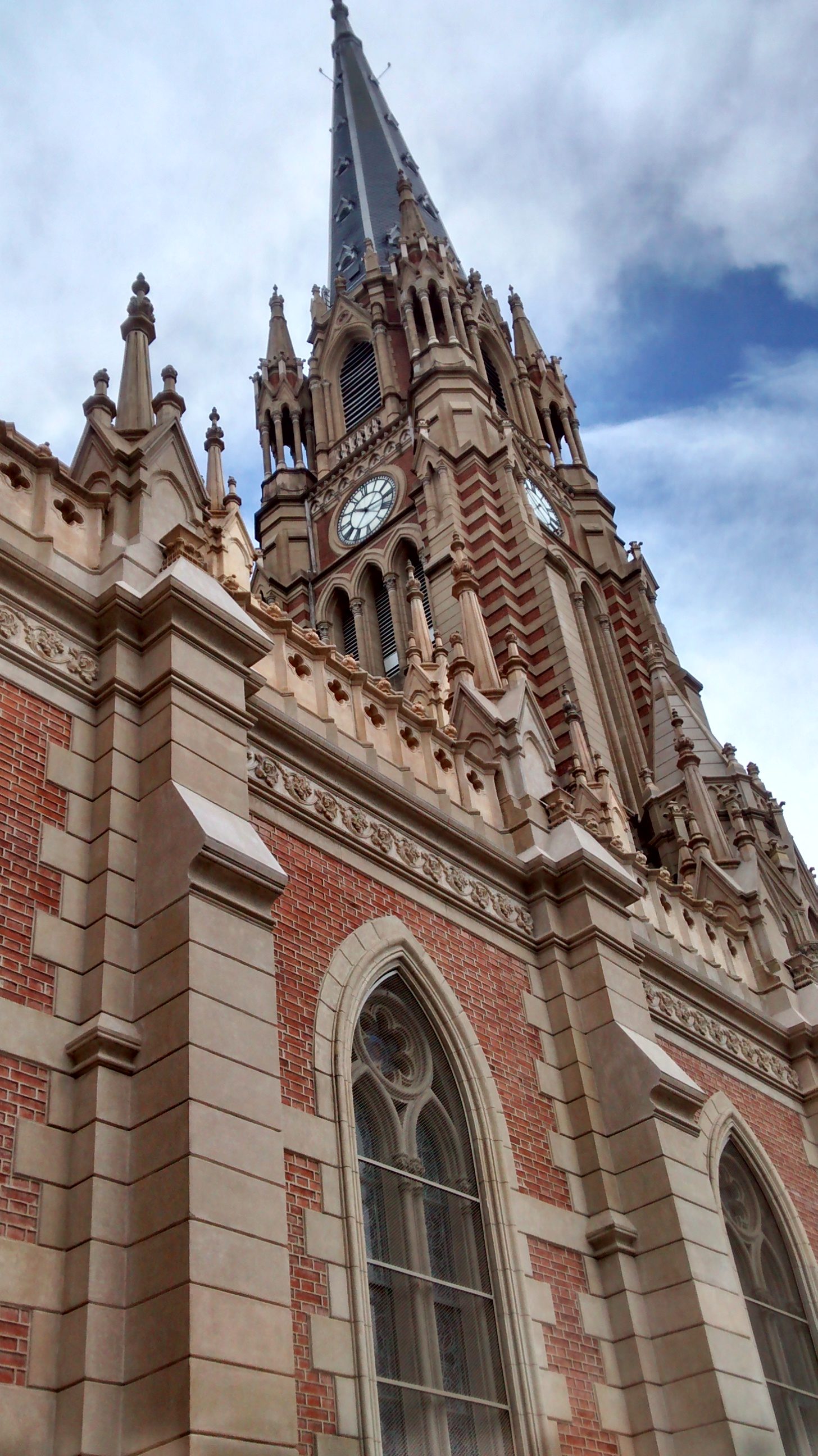
Ornamentación exterior

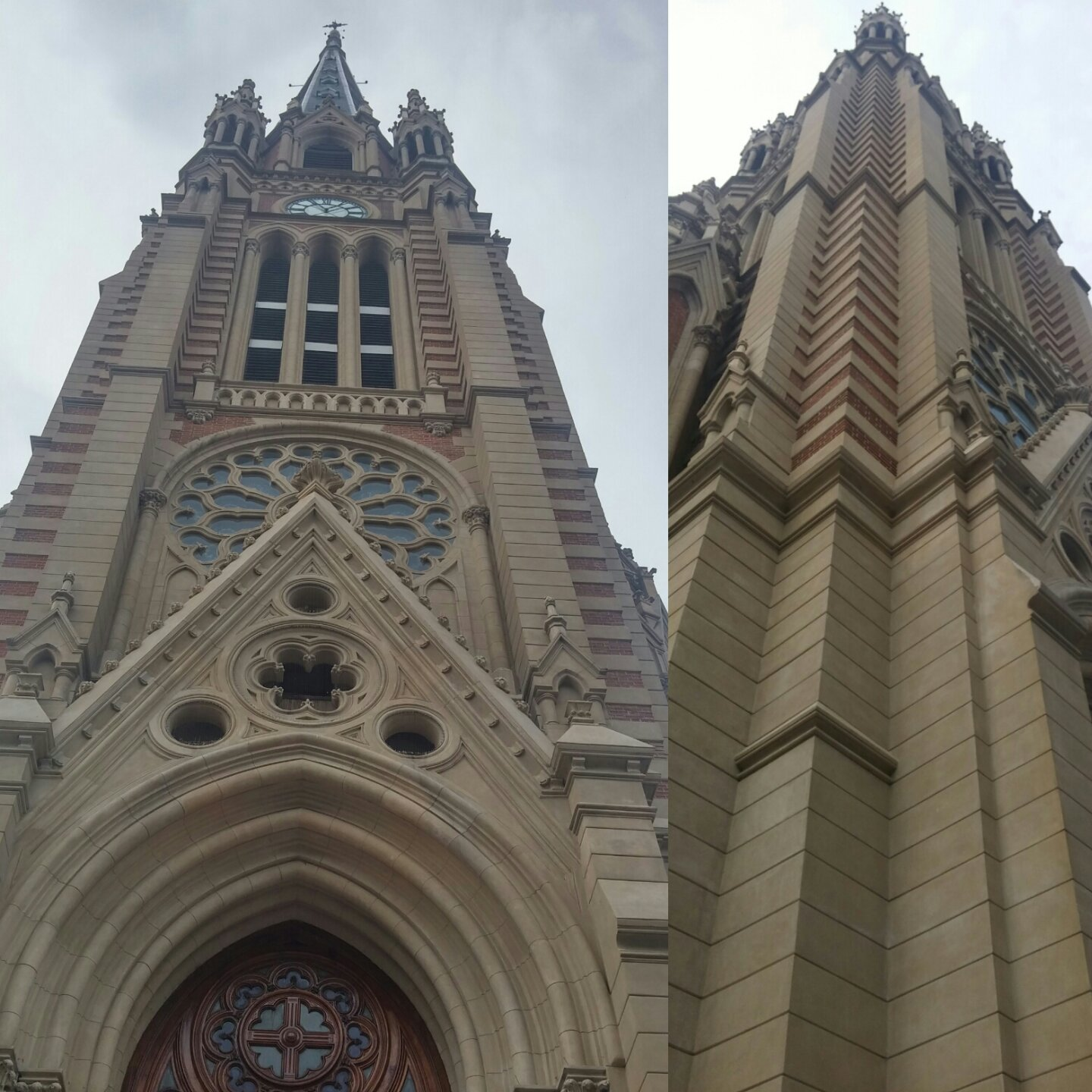
El ladrillo y su uso estético.

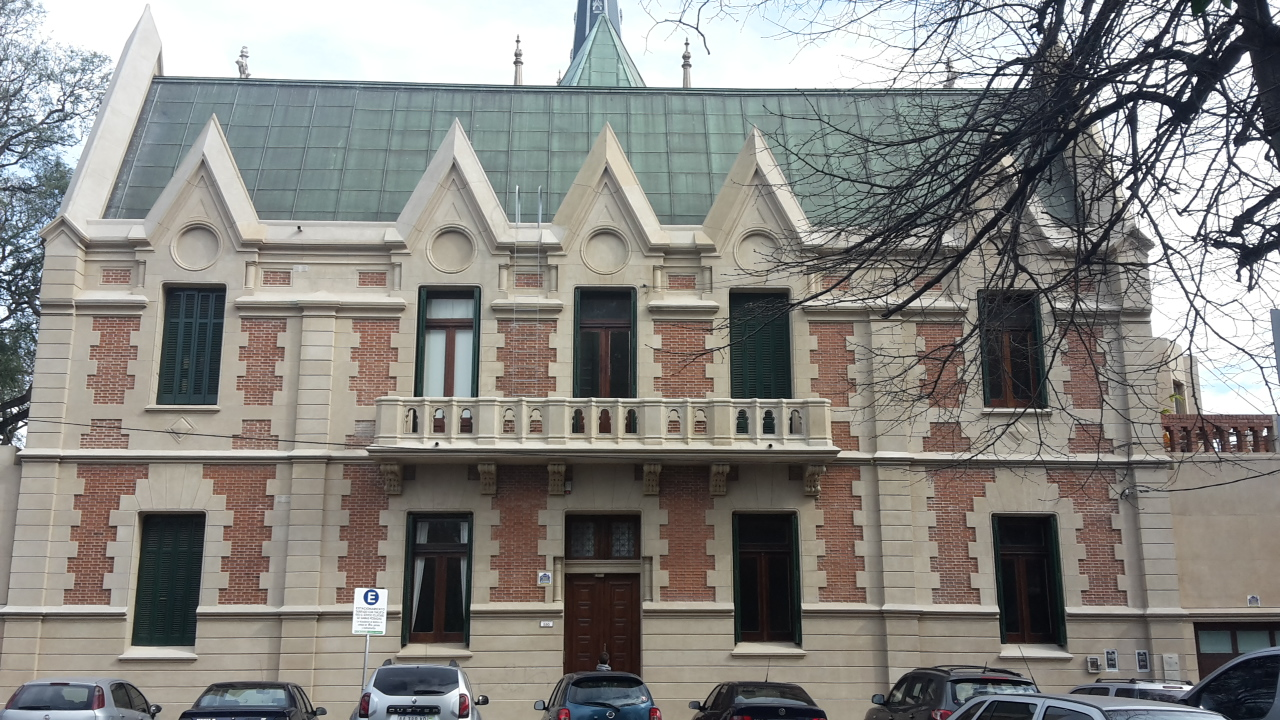
Parte trasera de la catedral.

La catedral de San Isidro Labrador de la diócesis de San Isidro de la Iglesia católica en Argentina se encuentra ubicada en la Avenida del Libertador al 16.200, frente a la Plaza Mitre, conocida popularmente como "Plaza de San Isidro" en el Partido de San Isidro, en la Provincia de Buenos Aires, Argentina. Se encuentra emplazada en un solar declarado Lugar Histórico Nacional por Decreto n.° 9226 del 10 de octubre de 1963.

## Historia
Fue inaugurada el 14 de julio de 1898. Sus arquitectos fueron Jacques Dunant y Charles Paquin.

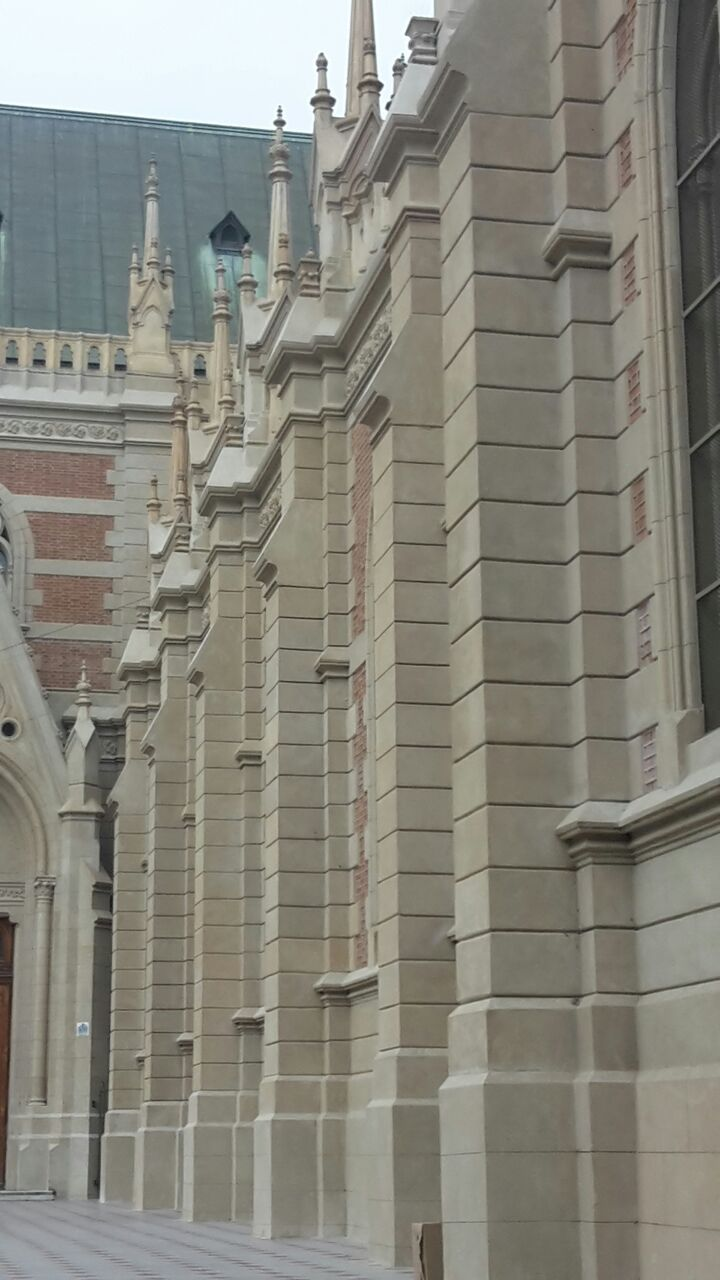
fachada catedral san isidro

La Catedral de San Isidro está ubicada en el mismo sitio que ocupaba la capilla fundada por el capitán Domingo de Acassuso en 1706.

## Arquitectura
La Catedral de San Isidro es un templo religioso de estilo neogótico. Adoptó formas de dicho estilo utilizado en Europa entre los siglos XII y XVI, la única diferencia es que se utilizaron materiales y técnicas modernas. Lo más característico de la Catedral son sus líneas esbeltas pensadas desde la religiosidad para que apuntaran hacia el cielo. Su fachada revestida en símil piedra París y ladrillo visto fue restaurada con tareas de moldeado de los ornamentos originales en un taller.
Su torre principal mide 68 m de alto. Su base es una cruz latina de tres naves con un ábside circular. 
Las columnas son cilíndricas y las paredes de símil piedra y ladrillo tienen aberturas con vitraux confeccionados en Francia y rosetones góticos.
Al entrar en la Catedral se puede apreciar su grandiosidad a través de sus formas que resaltan a partir de su última restauración. En su interior se puede apreciar las columnas y arcos de estilo neo gótico que te llevan hasta el altar.

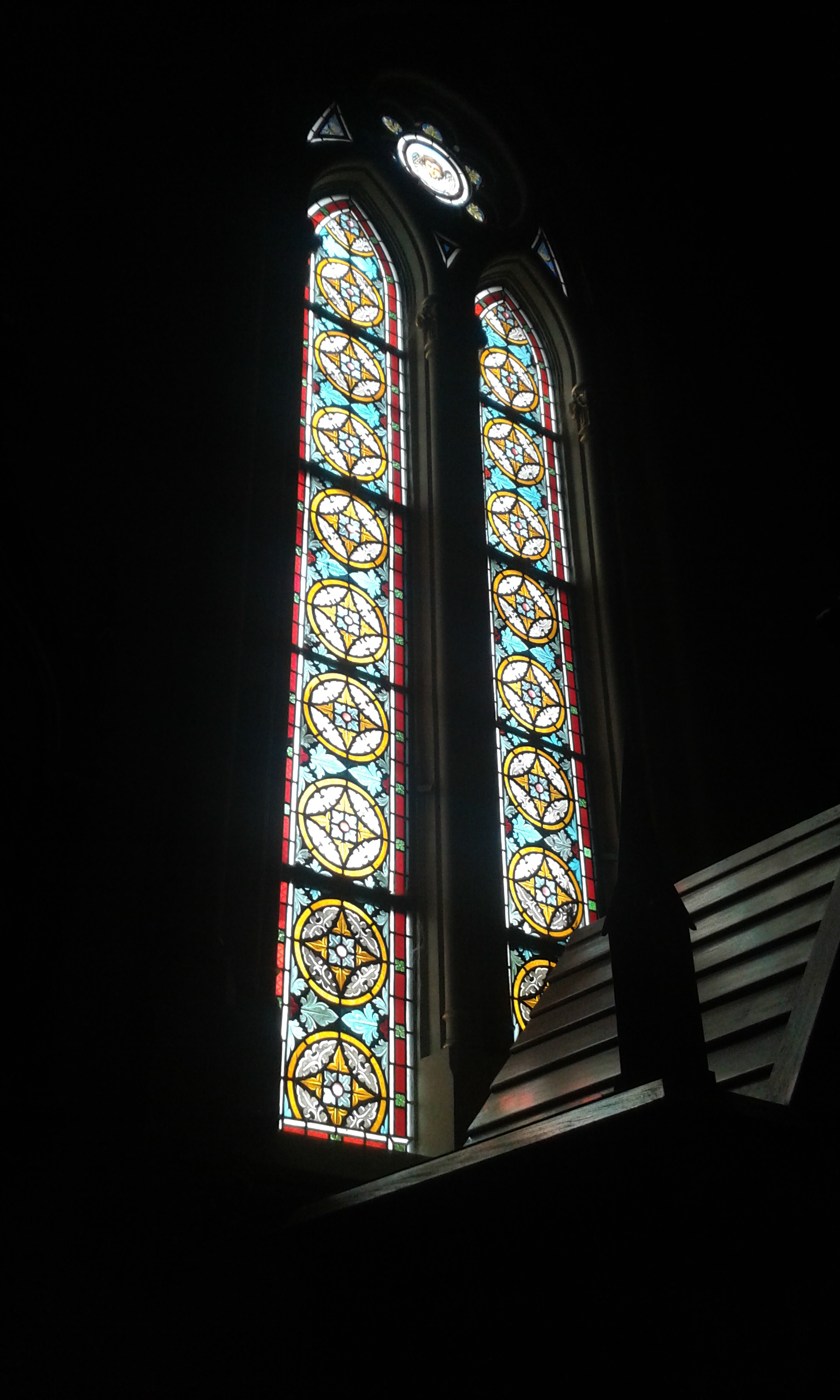
Las ventanas de vitro que se pueden apreciar dentro de la Catedral de San Isidro

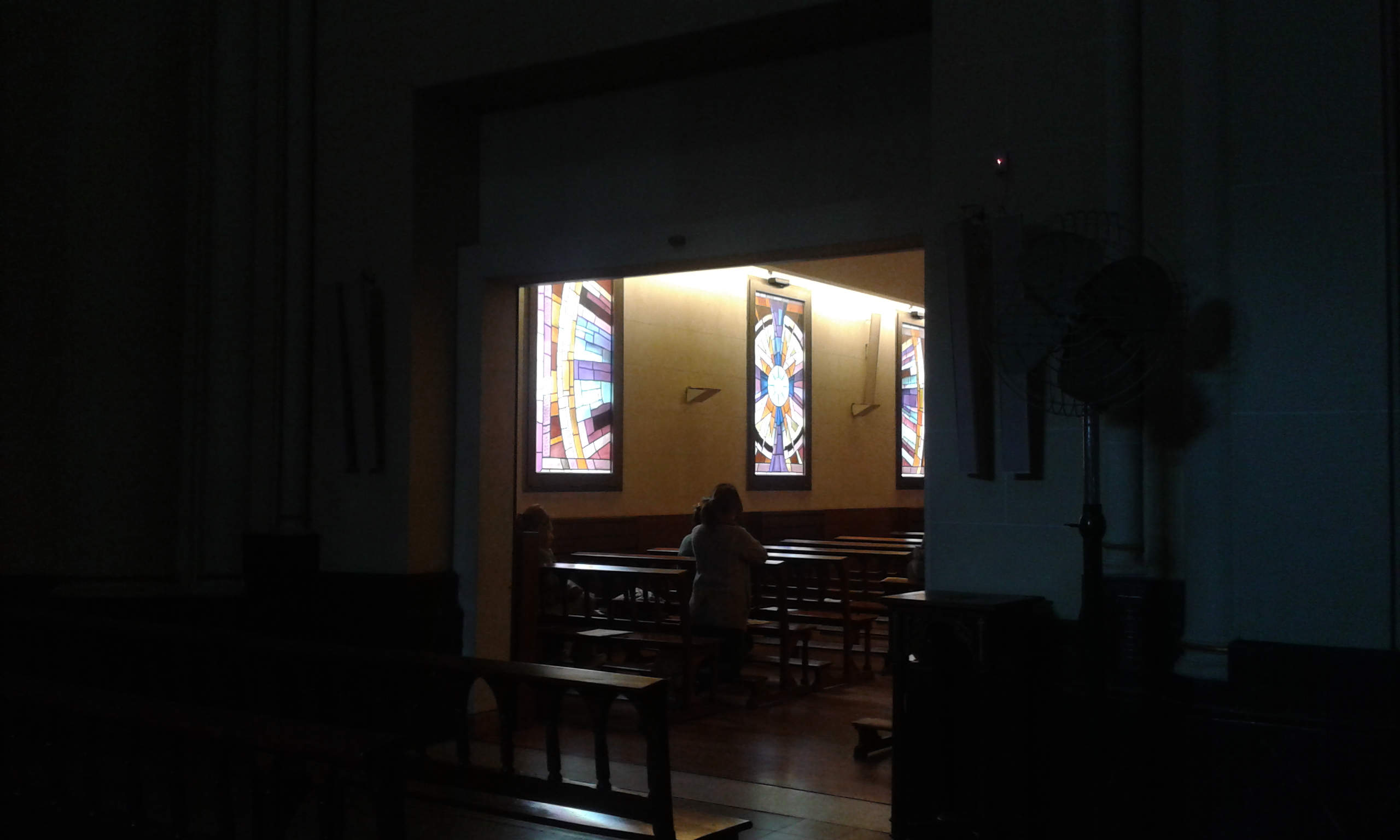
Las ventanas de la capilla que se encuentra dentro de la Catedral de San Isidro

Hace pocos años comenzó un plan de restauración integral con el fin de devolverle el esplendor perdido.

## Fiesta de San Isidro
La fiesta de San Isidro Labrador se celebra el 15 de mayo.

## Obispos
Desde su erección como Catedral, ha tenido durante estos años a tres Obispos, de los cuales uno solo alcanzó hasta ahora el título de Honor como Obispo Emérito:
- Monseñor Antonio María Aguirre + (1957-1985)
- Monseñor Alcides Jorge Pedro Casaretto (1985-2011) Obispo Emérito de la Diócesis de San Isidro
- Monseñor Oscar Vicente Ojea (2011-) Actualmente en el Cargo.